# 김영중
김영중(金泳中, 1926년 3월 15일 ~ 2005년 8월 21일)은 대한민국의 조각가이다. 호는 우호(友湖), 일명 김석(金錫), 본관은 울산(蔚山)이다.

## 생애
전라남도 장성(長城郡) 출생이며 한국 현대 조각 1세대 가운데 한 사람으로 손꼽히는 인물이다. 
1948년에 서울대학교 미술학과에 입학하여 김종영에게 사사하였으나 한국 전쟁으로 인해 학업을 중단, 그 후 김환기의 권유로 홍익대학교 3학년으로 옮기면서 윤효중에게 사사하였고 1956년에 홍익대학교 조소과를 졸업하였다. 1961년 최고위청사(현 문화체육부청사)와 유솜청사(현 주한 미국 대사관 건물)의 대리석장식부조 전국공모에서 1등상을 수상하였으며 1963년 원형회 창단 멤버를 거쳐 1977년 세종문화회관 외벽의 석부조 <비천상>을 제작, 21세기문화예술진흥회 고문을 맡기도 하였으며, 1998년 한국미술저작권협회 회장을 지내다가 1999년에는 한국미술저작권위원회 고문으로 활동하였다. 
1986년 독립기념관의 <강인한 한국인상>을 제작, 1995년 광주 비엔날레 상징 <경계를 넘어>를 제작하는 등 다수의 작품이 있다. 동아공예대전(1967년)과 동아미술제(1978년)를 창설 및 운영한 바 있으며 대형건물에 미술품을 의무적으로 설치하도록하는 "1%법" 제안 및 제정하였다. 1980년 한국미술협회 이사장을 역임하였고 1982년 한국 최초의 목포 조각공원과 제주조각공원을 창안 및 설립하였다. 1995년 제1회 ‘광주 비엔날레’를 제안 및 창설하여 광주 비엔날레 조직위원회 부위원장으로 재임하였다.
1958년 국전문교장관상과 1982년 대통령표창을 받았다.

## 대표작품
- 광주의 허백련, 윤봉길 동상과 독립기념관의 ‘강인한 한국인상’
- 1983년 88올림픽고속도로 준공기념탑
- 1998년 김대중대통령흉상
- 1995년 광주비엔날레의 상징인 ‘무지개다리 경계를 넘어’